# Lý Tín
Lý Tín (chữ Hán: 李信) là một danh tướng nước Tần cuối thời Chiến Quốc. Lý Tín được biết tới chủ yếu qua việc hỗ trợ Tần Thủy Hoàng trong công cuộc thống nhất Trung Hoa. Ông còn được biết tới là tổ tiên của "Phi tướng quân" thời nhà Hán Lý Quảng.

## Sự nghiệp chinh chiến
Thời còn trẻ, ông được cho là vô cùng khỏe mạnh và dũng cảm. Ông cũng là một trong những vị tướng trẻ thời đó được Tần vương Chính tin tưởng.

### Xâm chiếm nước Triệu
Năm 228 TCN, cùng với đội quân do Vương Tiễn chỉ huy, Lý Tín cùng quân của mình chiếm được hai thành ở Thái Nguyên và Vân Trung, tiến tới tiêu diệt nước Triệu.

### Xâm chiếm nước Yên
Năm 227 TCN, sau khi bị Kinh Kha ám sát hụt, Tần vương Chính hạ lệnh cho quân Tần dưới sự chỉ đạo của Vương Tiễn và phó tướng Mông Vũ tấn công vào đất Yên. Tại Dịch Thủy, quân Yên đại bại, lãnh thổ nước Yên bị quân Tần chiếm quá nửa. Sau đó quân Tần công phá Kế Thành, Yên vương Hỉ cùng thái tử Đan dẫn quân lui về Liêu Đông, Lý Tín xuất hơn 1000 quân truy đuổi và giành thắng lợi lớn, diệt một số lượng lớn quân Yên. Yên vương trong thế bị dồn ép đã giết thái tử Đan (người đã ra lệnh cho Kinh Kha ám sát Doanh Chính), dâng thủ cấp để cầu hòa. Quân Tần chấp nhận lời cầu hòa và không xâm lược Yên trong vòng 3 năm tiếp theo.
Năm 222 TCN, Lý Tín tham gia vào chiến dịch tiêu diệt Yên. Quân Tần dưới sự chỉ huy của Vương Bí tấn công vào Liêu Đông, tiêu diệt phần tàn dư của quân Yên từ trận chiến trước, bắt giữ Yên vương Hỉ và đặt dấu chấm hết cho sự tồn tại của nước Yên. 

### Xâm chiếm nước Sở
Năm 225 TCN, sau khi tham gia vào chiến dịch tiêu diệt nước Ngụy, Lý Tín được thăng cấp thành đại tướng quân. Trước khi bắt đầu chiến dịch xâm chiếm nước Sở, Tần vương hỏi các tướng cần bao nhiêu quân. Lý Tín tin rằng chỉ 20 vạn quân là đủ, nhưng Vương Tiễn nói cần phải có 60 vạn quân mới đủ. Tần vương cho rằng Vương Tiễn đã già nên quá cẩn trọng, đặt niềm tin vào sức trẻ của Lý Tín, giao cho Tín thống lãnh 20 vạn quân, và cử Mông Điềm làm phó tướng. Ban đầu, đội quân 50 vạn quân của Hạng Yên dụ quân Lý Tín bằng cách cho họ chiến thắng vài trận đầu. Sau đó, quân của Lý Tín bất ngờ bị đánh úp bởi đội quân của Xương Bình quân, nguyên thừa tướng nước Tần. Quân Sở đốt cháy 2 trại đóng quân lớn của Tần và giết chết 7 chỉ huy. Lý Tín thất bại và cùng Mông Điềm rút quân về Tần. Đây được coi là thất bại lớn nhất trong tất cả các chiến dịch xâm chiếm của Tần cuối thời Chiến Quốc.
Không lâu sau đó, Vương Tiễn và Mông Vũ chỉ huy đội quân 60 vạn người tấn công và đánh bại Hạng Yên và Xương Bình quân, nước Sở mất từ đó.
Thất bại này, tiếc thay, là dấu ấn được nhớ đến nhiều nhất trong sự nghiệp Lý Tín. Tư Mã Thiên sau đó khi viết Sử ký đã phóng đại thất bại của Tín với mục đích làm nổi bật cho chiến thắng của Vương Tiễn sau này. Tuy vậy thất bại của Tín không hoàn toàn do lỗi của ông mà phần nhiều do sự phản bội của Xương Bình quân.

### Xâm chiếm nước Tề
Năm 221 TCN, để tránh đối đầu trực tiếp với các lực lượng địch đóng ở biên giới phía tây của nước Tề, Lý Tín tham gia cùng quân Tần do Vương Bí lãnh đạo tiến vào trung tâm của Tề thông qua một đường vòng phía nam từ Yên. Quân Tần gặp rất ít kháng cự khi họ đi qua lãnh thổ Tề và cuối cùng tiến đến kinh đô Lâm Truy của Tề. Vua Tề bị bất ngờ, sau khi bị tướng quốc Hậu Thắng thuyết phục đã quyết định không nghênh chiến và đầu hàng quân Tần.

## Sau chiến tranh
Sau khi Trung Hoa thống nhất, Lý Tín được phong tước bá và đất phong ở Lũng Tây (nay thuộc tỉnh Cam Túc) và lui về nghỉ hưu. 

## Trong văn hóa
Lý Tín là hình mẫu của nhân vật chính trong bộ manga Vương giả thiên hạ của tác giả Hara Yasuhisa. Sự lựa chọn Lý Tín cho nhân vật chính thay vì những vị danh tướng khác như Vương Tiễn hay Vương Bí xuất phát từ việc không có nhiều thông tin về vị tướng này trong lịch sử. Điều này cho phép tác giả có thể phóng tác câu chuyện xoay quanh nhân vật này mà không sợ gây ảnh hưởng quá lớn tới những sự kiện lịch sử.